# Temple Bar

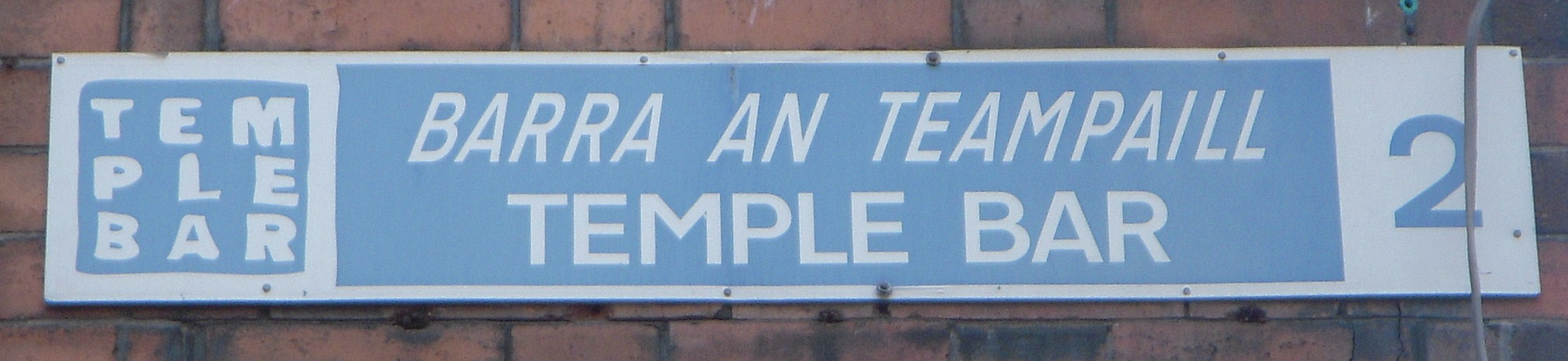
Temple Bar

A Temple Bar a Liffey folyótól délre eső belvárosi településrész Dublinban, a város legforgalmasabb idegenforgalmi-, szórakozónegyede.

## A terület ismertetése
A terület a dublini Westmoreland Streettől nyugatra terül el, a Liffey folyó és a Dame Street között. A középkorban a Poddle-patak mocsaras ártere volt, az Ágoston-rendi szerzetesek tulajdonában. Miután VIII. Henrik feloszlatta a szerzetesrendeket, William Temple vásárolta meg a használhatatlannak tartott földeket és itt építette ki Dublin üzleti központját. A tulajdonosról elnevezett terület dokkjaival, nyüzsgő kis szállítóhajóival, színes üzleteivel telt élete akkor indult hanyatlásnak, amikor a 18. század második felében felépített Vámház környékén a városnak a tengerhez közelebb új kereskedelmi központja épült ki.